# Tommy Ahlers
Tommy Ahlers (geb. 18. November 1975 in Haderslev) ist ein dänischer Unternehmer und Politiker (zuletzt Venstre). Bekanntheit erlangte er als Investor im TV-Programm „Höhle des Löwen“ („Løvens Hule“). Er war Minister für Ausbildung und Forschung in der Regierung Lars Løkke Rasmussen III.

## Leben
Ahlers stammt aus Aggerschau (Agerskov) in Nordschleswig. Er machte in der Mobilfunkindustrie Karriere. Er war zunächst Mitglied der Jugendorganisation der Konservativen Volkspartei, trat jedoch kurz vor der Übernahme seines Ministeramtes Venstre bei. Er übernahm am 2. Mai 2018 die Rolle des Ausbildungs- und Forschungsministers von seinem Parteigenossen Søren Pind.

## Positionen
Ahlers setzt sich für ein flexibleres Bildungssystem ein, welches es Studenten nach einem abgeschlossenen Bachelorstudium ermöglichen soll, bis zu drei Jahre pausieren zu können, ohne dass ihr Erstrecht auf ein Masterstudium dadurch entfällt; die Pause soll es dabei ermöglichen, Praxiserfahrungen zu sammeln. Ahlers setzt sich zudem dafür ein, „Scheitern als Chance“ zu sehen und er lehnt eine „Nullfehlerkultur“ ab.